# Élie Castor
Pour les articles homonymes, voir Castor.
Elie Castor, né le 28 avril 1943 à Cayenne (Guyane) et mort le 16 juin 1996 à Clermont-Ferrand (Puy-de-Dôme), est un homme politique français.

## Biographie
Au niveau local, il fut maire de Sinnamary de 1977 à sa mort, conseiller général de la Guyane, élu dans le canton de Sinnamary de 1976 à 1996, et président du Conseil général de 1979 à 1982 et de 1985 à 1994. Il contribua à la création du projet Sinnamary 2000, au projet sucrier, au parc amazonien de Guyane ainsi qu'à la cité des sciences d’Amazonie.
Policier et enseignant, il est élu député de la Guyane en 1981 et réélu au scrutin proportionnel (circonscription unique) en 1986 et dans la 1re circonscription de Guyane en 1988. Il contribua au développement économique de la Guyane permis par le centre spatial de Kourou. Il chercha à voter contre l’octroi de mer et voulut limiter les flux migratoires,. Il s'intéressa aussi aux Bushinenge au contribua au projet de barrage de Petit-Saut.
Proche tout d'abord du RPR, il rallie en 1979 le Parti socialiste guyanais. 
Il publia quelques ouvrages aux éditions L'Harmattan dont une biographie de Félix Eboué et les ouvrages 1981-1985 : la gauche au pouvoir, pour la Guyane, l'espoir et La région Guyane 1960-1983 avec Georges Othily.
Il meurt, malade, en juin 1996 dans le Puy-de-Dôme et est inhumé au cimetière de Crouël à Clermont-Ferrand.

## Affaires judiciaires
Il fut d'abord mis en examen le 17 janvier 1996 pour détournement de fonds publics, faux et usage de faux et prise illégal d'intérêt. Il est à nouveau placé en détention provisoire en février 1996 et mis en examen dans le cadre de l'affaire Pacary. Il est libéré le 14 mars 1996.

## Hommages
Le collège de Sinnamary et le lycée professionnel de Kourou portent son nom tout comme une avenue de Cayenne.
Un buste à son effigie réalisé par Abel Adonaï est présent à Sinnamary depuis 2022. Un amphithéâtre à son nom est présent au sein du campus Saint-Denis du pôle universitaire guyanais. 